# Оболоник, Сергей Анатольевич
Сергей Анатольевич Оболоник (род. 3 января 1975 года, Кицканы) — экономист, государственный деятель Приднестровской Молдавской Республики. Министр экономического развития Приднестровской Молдавской Республики

## Биография
Родился 3 января 1975 года в селе Кицканы Слободзейского района.

## Карьера
В 1992 году окончил Бендерскую железнодорожную школу-интернат № 2.
В 1998 году окончил Харьковский авиационный институт им. Н. Е. Жуковского по специальности «Экономика и управление предприятиями авиакосмического профиля».
В 1998—2001 гг. проходил воинскую службу.
В 2001 году начал трудовую деятельность на Тираспольском АОЗТ «Тиротекс» в информационном центре. В 2003 году назначен начальником управления экономики предприятия.
В 2003—2012 гг. работал в должности финансового директора.
С января 2013 года являлся первым заместителем генерального директора ЗАО «Тиротекс».
27 декабря 2016 года Указом № 46 Президента ПМР назначен на должность министра экономического развития Приднестровской Молдавской Республики.
4 октября 2017 года назначен на должность Заместителя Председателя Правительства Приднестровской Молдавской Республики — министра экономического развития Приднестровской Молдавской Республики.
31 июля 2023 года указом Президента ПМР от 17 июля 2023 года № 239 был назначен на должность Первого заместителя председателя Правительства – министра экономического развития.

## Награды
- Медаль «За трудовую доблесть»
- Грамота Президента ПМР
- Лауреат Государственной премии в области энергетики

## Личная жизнь
Женат, воспитывает троих сыновей.